# 캐서린 젱킨스
캐서린 젱킨스(영어: Katherine Jenkins, OBE, 1980년 6월 29일 ~ )는 웨일스의 메조소프라노 가수이다.

## 저서
- 자서전 《Time to Say Hello: The Autobiography》, 2008년, ISBN 978-0752888385

## 서훈
- 2014년 대영 제국 훈장 4등급(OBE) 수훈[1]